# Maureen MacMahon
Pour les articles homonymes, voir MacMahon.
Pas d'image ? Cliquez ici

a Compétitions nationales et continentales officielles uniquement.

b Matchs officiels uniquement.
Dernière mise à jour le 5 octobre 2013.
Maureen MacMahon, née le 14 décembre 1970, est une joueuse canadienne de rugby à XV occupant le poste de troisième ligne aile au Toronto Scottish RFC. Elle est physiothérapiste.

## Palmarès
- 4e place à la Coupe du monde 1998, 2002, 2006.

## Statistiques en équipe nationale
(au 30.08.2006)
- 27 sélections en Équipe du Canada
- participations à la Coupe du monde 1998, 2002, 2006.